# Закачужье
Закачужье (устар. Закочужье) — озеро на северо-западе Тверской области, расположенное на территории Пеновского района. Площадь водной поверхности — 0,62 км². Площадь водосбора — 20,6 км². Высота над уровнем моря — 235 м.
Расположено в западной части района в 37 км к северо-западу от районного центра, посёлка Пено. Протяжённость озера с запада на восток около 1,3 км, ширина до 0,8 км.
Через Закачужье протекает река Мачнина, впадающая в озеро Лопастица.

## Данные водного реестра
По данным государственного водного реестра России относится к Верхневолжскому бассейновому округу, водохозяйственный участок реки — Волга от истока до Верхневолжского бейшлота, речной подбассейн реки — Волга до Рыбинского водохранилища. Речной бассейн реки — (Верхняя) Волга до Куйбышевского водохранилища (без бассейна Оки).
Код водного объекта в государственном водном реестре — 08010100111110000000308.